# 蓮峰スポーツセンター
蓮峰スポーツセンター（れんほうスポーツセンター、中国語:蓮峰體育中心、葡:Centro Desportivo Lin Fong）はマカオ北区ラセルダ提督大通りにある総合スポーツ施設である。

## 概要
現在の蓮峰スポーツセンターの場所は1932年には既にドッグレース場として使われていた。澳門政府は1940年に陸上競技場を併設し、その後設備を拡張していった。

## 施設
陸上競技場
1940年開設時に五二八運動場（葡:Campo 28 de Maio）と命名、通称は蓮峰球場である。球技場としても使用される。1989年に澳門政府は陸上トラックをタイタン社製の全天候型トラックに張替た。マカオリーグファーストディビジョンにも使用され、収容人数は2,200人である。
屋内施設
1986年に室内温水プール館を増設、建物内に2つのプールを設けたが、これはマカオで初の一般開放された温水プールであった。片方のプールは障碍者の利用も考慮された設計となっている。1998年にプール館が拡張改修されて屋内体育館を増設し、各種屋内スポーツでの利用も可能になった。